# Oliver Mlakar
Oliver Mlakar, född 1 juli 1935 i Ptuj, Drava Banovina i Kungariket Jugoslavien, är en kroatisk tidigare TV-programledare. Han hörde till de mest populära programledarna i både Jugoslavien och i det självständiga Kroatien.
Mlakar föddes i den slovenska staden Ptuj, där fadern verksam inom militären. Mlakar flyttade med sin familj till Osijek 1945, där han sedan bodde till 1954. Han flyttade sedan till Zagreb för att studera franska och italienska vid universitetet. Han började sedan arbeta som hallåman på Radio Zagreb 1957. 1965 blev han programledare på heltid för Television Zagreb och ledde Jugoslaviens första tv-sända frågesport, Poziv na kviz, tillsammans med Jasmina Nikić. Han kom att inrikta sig på lek- och frågesportprogram, däribland Jeux Sans Frontières under 1970-talet och det mycket populära Kviskoteka, som sändes 1985-1995. Han var programledare för lekprogrammet Kolo sreće (”lyckohjulet”) 1993-2002. Han har även i flera år varit värd för musikfestivalen i Opatija.
Tillsammans med kollegan Helga Vlahović var han värd för Eurovision Song Contest 1990, som hölls i Zagreb. I samband med Eurovision Song Contest var han även kommentator för kroatisk TV 1970-1989, samt Jugoslaviens röstavlämnare 1964, 1965 och 1967. Han var även programledare för den jugoslaviska uttagningen till tävlingen 1969, 1973, 1974, 1975 och 1976. Han har även varit värd för den kroatiska uttagningen till Eurovision Song Contest 1999 tillsammans med Vlatka Pokos.
Mlakar gick i pension år 2002, men återkom senare som programledare för den kommersiella tv-kanalen Nova TV 2006.